# Takuya Marutani
Takuya Marutani (丸谷 拓也?, Marutani Takuya; Nanbu, 30 maggio 1989) è un ex calciatore giapponese, di ruolo centrocampista.